# Jean-Joseph Sanfourche
Jean-Joseph Sanfourche, llamado Sanfourche, fue un pintor, escultor, dibujante y poeta francés, nacido el 25 de junio de 1929 en Burdeos y fallecido el 13 de marzo de 2010 en Saint-Léonard-de-Noblat.

## Datos biográficos
Sanfourche es autor de pinturas, esculturas, esmaltes, grabados, tótems. Se encuentra a menudo en sus obras los mismos hombres pequeños sonrientes con grandes ojos. Una característica de su obra radica en el hecho de que su nombre, más que una simple firma es parte integrante de sus obras.   
También utiliza materiales inusuales, tales como el pedernal o los huesos humanos.
Conoció y mantuvo la amistad y el trato con diversas personalidades entre otros Jean Dubuffet, con quien mantuvo una larga correspondencia, Anatole Jakovsky, Robert Doisneau, Marcel Jouhandeau y Gérard Sendrey. 
En la década de 1960, se trasladó a Limousin, inicialmente a Solignac y luego a Saint-Léonard-de-Noblat (Haute-Vienne), donde murió el 13 de marzo de 2010. 

## Documentales
- De Christophe Gatineau, Moi, SANFOURCHE, 2005. 53 min

El primer corto documental dedicado a Jean-Joseph Sanfourche, su vida y su obra, y presentado en primicia en la UNESCO para la inauguración de la Semana Mundial por la Educación para Todos. Lanzamiento en DVD y KTO. En Youtube
- De Francis Magnenot, SANFOURCHE, Mille visages (las mil caras), 2004. 45 min.

En la retrospectiva que le dedicaron en la Galerie des Hospices de Limoges en el año 2003, Sanfourche ofreció una rara mirada sobre su mundo privado y artístico. La película fue nominada en 2004 en el Festival Internacional de Cine de Arte de la Unesco (FIFAP). Lanzamiento en DVD con complementos: 1:30 tiempo total